# Old Woods
Old Woods – osada w Anglii, w hrabstwie Shropshire. Leży 9 km na północny zachód od miasta Shrewsbury i 232 km na północny zachód od Londynu.